# 多尖齒果蝠屬
多尖齒果蝠屬（懷氏多尖齒果蝠）（学名：Harpyionycteris），哺乳綱、翼手目、狐蝠科的一屬哺乳動物。

## 下属物种
- 西里伯斯多尖齿果蝠 (蘇島鵰形果蝠) Harpyionycteris celebensis Miller & Hollister, 1921
- 怀氏多尖齿果蝠 (懷氏鵰形果蝠) Harpyionycteris whiteheadi Thomas, 1896